# Ставишин
Ставишин (пољ. Stawiszyn) град је у Пољској у Војводству великопољском. По подацима из 2012. године број становника у месту је био 1585.

## Становништво
| 2012. |
| ----- |
| 1.585 |